# Ембер Роуз
Ембер Роуз Левончук (англ. Amber Rose Levonchuck; нар. 21 жовтня 1983, Філадельфія, Пенсільванія, США) — американська модель і телеведуча. Привернула увагу появою в музичному кліпі 2008 року на сингл «Put On» Young Jeezy, в якому знявся Каньє Вест, з яким почала зустрічатися. Знімалася для бренду Louis Vuitton, а потім підписала модельний контракт з Ford Models. Здобула ширше визнання завдяки ролям у великій кількості хіп-хоп відео. 2010 року розійшлася з Вестом, а 2013 року вийшла заміж за репера Wiz Khalifa з яким розлучилась 2014 року. Авторка книги «Як бути поганим стервом». 2015 року заснувала лос-анджелеський осередок Параду повій, щорічної феміністичної демонстрації, заснованої в Торонто. Наступного року вела власне ток-шоу на VH1 і радіопрограму «Loveline».

## Ранні роки
Народилася у Філадельфії в сім'ї Дороті Роуз та Майкла Левончука. Її батько має ірландське та італійське походження, а мати походить з Кабо-Верде. У неї є брат Антоніо Г'юлетт. Виросла в Південній Філадельфії.
Розповідала, що працювала стриптизеркою з 15 років під псевдонімом Паріс, щоб забезпечити сім'ю після розлучення батьків. У подкасті Ван Латана «Червона пігулка» розповіла, що намагалася продавати крек, але не вдалось.

## Кар'єра
Поява Роуз у музичному кліпі 2008 року на сингл «Put On» Young Jeezy і привернула увагу Каньє Веста, який був гостем у пісні та відео. Більшої впізнаваності додала друкована реклама Louis Vuitton із зображенням лінії снікерів West за її участю. Вийшла на подіум Тижня моди в Нью-Йорку для Celestino, а пізніше знялася в епізодичних ролях у музичних відео, зокрема «Masive Attack» Нікі Мінаж, «Vacation» Young Jeezy, «No Sleep» Wiz Khalifa, «You Be Killin' Em» Fabolous, «What Them Girls Like» Ludacris, «Mask Off» Future. У 2009—2010 роках працювала з модельним агентством Ford Models.
2010 року з'явилася в реаліті-шоу Рассела Сіммонса. Знялася в соціальній рекламі від NOH8 Campaign. 2011 року була запрошеною суддею в 3 сезоні «RuPaul's Drag Race». Також була суддею у 2 сезоні «Master of the Mix». У листопаді 2011 року стала прессекретарем Smirnoff і з'явилася в телевізійній рекламі та на рекламних щитах нових смаків компанії Whipped Cream і Fluffed Marshmallow.
30 серпня 2016 року оголосили, що Роуз візьме участь у 23-му сезоні американських «Танців з зірками». Її партнером став професійний танцюрист Максим Чмерковський. Вони вибули 17 жовтня і завершили участь на дев'ятому місці.

### Музична кар'єра
10 січня 2012 року випустила дебютний сингл «Fame», у якому брав участь її тодішній наречений Wiz Khalifa, а наступного місяця вийшов другий сингл «Loaded». Виконала реп в «Rise Above» з альбому «O.N.I.F.C.» Khalifa разом з реперами Тукі Картером і Фарреллом Вільямсом, останній з яких продюсував пісню. Летиція «Тіш» Сайрус, мати співачки Майлі Сайрус була продюсеркою.

### Ділові починання

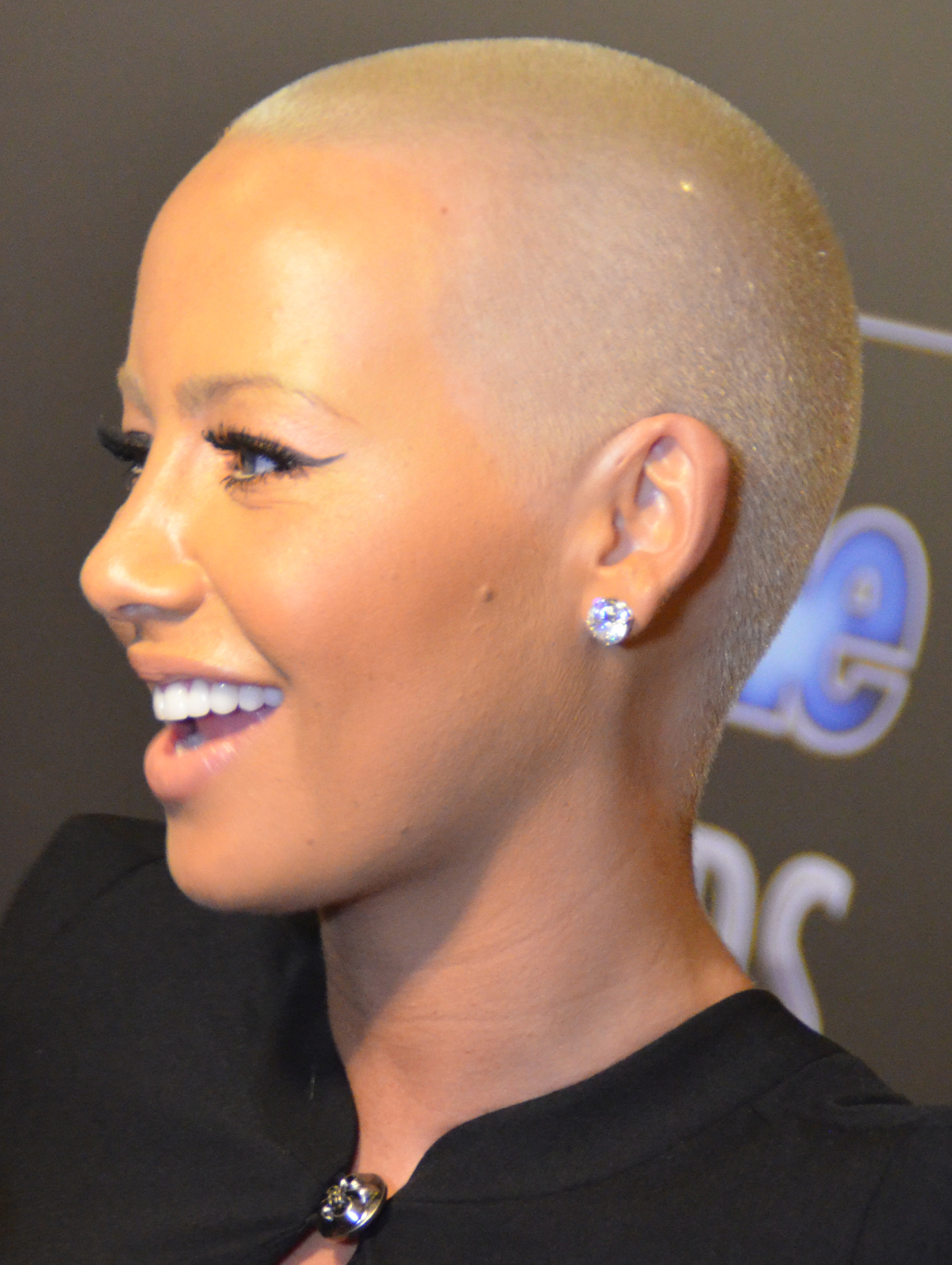
Роуз на нагороді «People», 2014

У вересні 2009 року оголосила про плани запустити власну лінію окулярів. 2012 року разом з подругою Прісциллою Оно запустила лінію одягу Rose & Ono. Зіграла гостьову роль в епізоді «Wild 'N Out» на MTV2 і зіграла роль MaryWanna у фільмі 2014 року «Шкільні танці», який зняв її тодішній менеджер Нік Кеннон. Simon & Schuster опублікувала її першу книгу «Як бути поганим стервом», в якій вона дає поради та ділиться особистими історіями про все: від фінансів і кар'єри до кохання та моди. На обкладинці розміщено зображення, зроблене знаним фотографом Девідом Лашапелем.
2015 року зняла фільм «Шлях без сорому з Ембер Роуз» з Funny or Die. Вірусне відео допомогло просувати Парад повій, який відбулася 3 жовтня 2015 року в Лос-Анджелесі. У березні 2016 року запустила програму емодзі MuvaMoji, яка містить 900 іконок емодзі. У травні 2016 року оголосили, що Роуз зніметься у власному ток-шоу «Шоу Ембер Роуз» на VH1, яке дебютувало 8 липня 2016 року. 8 вересня 2016 року почала вести радіопрограму «Loveline».

## Особисте життя
2020 року почала продавати фотографії на OnlyFans. Вона сказала, що хотіла зробити це раніше, але забарилася через вагітність. Станом на жовтень 2024 року заробляє 1 122 037 доларів на місяць на OnlyFans і залишається одним з найбільш високооплачуваних авторок на платформі.

### Стосунки
2008 року зустрічалася з репером Каньє Вестом протягом двох років.
2013 року вийшла заміж за репера Wiz Khalifa й у них народився син. Сім'я періодично жила в Лос-Анджелесі та Кенонсбурзі, штат Пенсільванія. 22 вересня 2014 року подала на розлучення, покликаючись на непримиренні розбіжності. Вони спільно опікуються сином.
2015 року ненадовго зустрічалася з Machine Gun Kelly. 2016 року зустрічалася з гравцем НБА Терренсом Россом.
З літа 2017 року почала зустрічалася з 21 Savage. У березні 2018 року стало відомо, що вони не разом.
2009 року щодо своєї сексуальної орієнтації заявила: «Я надзвичайно відкрита щодо своєї сексуальності. Я можу бути закохана в жінку, я можу бути закохана в чоловіка. Щодо людей, я точно знаходжу красу в кожній людині, незалежно від розміру, чи є вона білою, чорношкірою, азійською чи іспанською. Я бачу красу в кожному. Якщо я бачу жінку і я думаю, вона красива і ми один одному подобаємося, ми точно можемо спробувати стосунки». 2016 році розповіла гості Маргарет Чо в епізоді свого подкасту «Love Line with Amber Rose», що колись зустрічалася з трансгендером.
3 квітня 2019 року оголосила в Instagram, що чекає на другу дитину від керівника Def Jam Александера Едвардса. У жовтні 2019 року народила сина.

### Парад повій
У жовтні 2015 року очолила Парад повій у Лос-Анджелесі, щоб вшанувати всіх жінок, яких засуджували та принижували за сексуальну поведінку. У рамках заходу вона публічно розповіла про випадки ганьби, з якими стикалася, зокрема згадавши як у 14 років її однокласник вивалив свої статеві органи під час гри у шафі. Роуз розповіла, що він обманом змусив стати перед ним на коліна, а потім відчинив дверцята, щоб усі друзі могли це побачити начебто у них був оральний секс. Роуз помітно розхвилювалася, розповідаючи про знущання, демонструючи глибину травми. Відтоді Роуз пов'язана з цією подією.

### Політичні погляди
У серпні 2016 року на запитання про Дональда Трампа відповіла: «Він — такий ідіот. Такий дивний». Проте у травні  2024 року оголосила про свою підтримку Трампа на майбутніх президентських виборах й офіційно підтримала його під час виступу на національному з'їзді Республіканської партії у липні 2024 року.

## Фільмографія
| Рік  |    | Українська назва                | Оригінальна назва                 | Роль        |
| ---- | -- | ------------------------------- | --------------------------------- | ----------- |
| 2007 | с  |                                 | A Haunting                        | Джессі      |
| 2008 | кф |                                 | Better Off Alone                  | Дженніфер   |
| 2010 | ф  | Пагорби                         | The Hills                         | у ролі себе |
| 2012 | ф  | Чудова пʼятірка: Нове покоління | Gang of Roses II: Next Generation | Тара        |
| 2014 | ф  | Шкільні танці                   | School Dance                      | MaryWanna   |
| 2014 | с  | Селфі                           | Selfie                            | Фіт Бріт    |
| 2015 | ф  | Сестринський код                | Sister Code                       | Лексі       |
| 2015 | с  | Темніють                        | Black-ish                         | Домінік     |
| 2016 | ф  | Що трапилось минулої ночі       | What Happened Last Night          | Мелані      |
| 2016 | с  | Шоу Еріка Андре                 | The Eric Andre Show               | у ролі себе |
| 2022 | ф  | Доброго трауру                  | Good Mourning                     | дівчина     |